# Trente-huitième district congressionnel de Californie
Le 38e district congressionnel de Californie est un district de l'État américain de Californie, basé dans la banlieue est du Comté de Los Angeles et du Comté d'Orange, en Californie. Le district est actuellement représenté par la Démocrate Linda Sánchez.
Le district couvre plusieurs villes de la Vallée de San Gabriel et de la région Gateway Cities de Los Angeles, notamment les villes de : Diamond Bar, Industry, La Habra Heights, La Mirada, Montebello, Norwalk, Pico Rivera, Santa Fe Springs, Walnut et Whittier.
Ainsi que les census-designated places de Rowland Heights, Hacienda Heights, Los Nietos, East Whittier, North Whittier et South Whittier.
Une petite partie de Pomona et la ville de La Habra dans le Comté d'Orange sont également incluses dans le district.
La plupart des villes ont une majorité hispanique, principalement mexicaine, tandis que Diamond Bar, Hacienda Heights, Industry, Rowland Heights et Walnut ont une majorité asiatique-américaine, principalement chinoise. La Mirada compte également une importante communauté coréenne américaine.

## Géographie
| #  | Comté       | Siège       | Population |
| -- | ----------- | ----------- | ---------- |
| 37 | Los Angeles | Los Angeles | 9 663 345  |
| 59 | Orange      | Santa Ana   | 3 135 755  |

Depuis le redécoupage de 2020, le 38e district congressionnel de Californie est situé dans le sud de la Californie. Il occupe une partie du sud-est du Comté de Los Angeles et la ville de La Habra dans le Comté d'Orange.
Le Comté de Los Angeles est divisé entre ce district, le 28e district, le 31e district, le 35e district, le 35e district, le 42e district et le 45e district. Les 38e, 28e, 31e et 35e sont divisés par  Pomona Blvd, Potrero Grande Dr, Arroyo Dr, Hill Dr, Montebello Blvd, N San Gabriel Blvd, Walnut Grove Ave, Whittier Narrows Recreation Area, N Lexington-Gallatin Rd, N Durfree Ave, E Thienes Ave, E Rush St, N Burkett Rd, Cunningham Dr, Eaglemont Dr, Oakman Dr, Arciero Dr, Grossmont Dr, Workman Mill Rd, Bunbury Dr, Fontenoy Ave, Ankerton, Whittier Woods Circle, Union Pacific Railroad, San Gabriel Freeway, N Peck Rd, Mission Mill Rd, Rose Hills Rd, Wildwood Dr, Clark Ave, San Jose Creek, Turnbull Canyon Rd, E Gale Ave, Pomona Freeway, Colima Rd, E Walnut Dr N, Nogales St, E Walnut Dr S, Fairway Dr, E Valley Blvd, Calle Baja, La Puente Rd, S Sentous Ave, N Nogales St, Amar Rd, Walnut City Parkland, San Bernardino Freeway, Fairplex Dr, Via Verde, Puddingstone Reservoir, McKinley Ave, N Whittle Ave, Arrow Highway, Fulton Rd, and Foothill Blvd.
Les 38e, 34e et 42e sont divisés par Sne partie des villes de Downey et Pomona, une partie de la census-designated place d'Avocado Heights, les villes de Whittier, Montebello, Norwalk, Pico Rivera, Diamond Bar, La Mirada, Walnut, Santa Fe Springs, La Habra Heights et Industry tout comme les census-designated places d'Hacienda Heights, East Whittier, South Whittier, West Whittier-Los Nietos, Rose Hills et Rownland Heights.

### Villes et census-designated places de de 10 000 personnes ou plus
- Pomona - 151 713
- Downey - 114 355
- Norwalk - 102 773
- Whittier - 87 306
- La Habra - 63 097
- Pico Rivera - 62 088
- La Habra - 60 513
- Montebello - 60 569
- South Whittier - 56 415
- Diamond Bar - 55 072
- Hacienda Heights - 54 191
- La Miranda - 48 008
- Walnut - 28 430
- West Whittier-Los Nietos - 25 325
- Santa Fe Springs - 19 219
- East Whittier - 10 394

### Villes de 2500 à 10 000 personnes
- La Habra Heights - 5682
- Rose Hills - 2927

## Historique de vote
| Année | Poste               | Résultats                    |
| ----- | ------------------- | ---------------------------- |
| 1990  | Gouverneur          | Wilson 57,4 % - 36,6 %       |
| 1992  | Président           | Clinton 44,6 % - 33,5 %      |
| 1992  | Sénateur            | Herschensohn 46,3 % - 45,1 % |
| 1992  | Sénateur (Spéciale) | Feinstein 50,9 % - 39,5 %    |
| 1994  | Gouverneur          | Wilson 57,3 % - 38,6 %       |
| 1994  | Sénateur            | Huffington 47,8 % - 43,1 %   |
| 1996  | Président           | Clinton 52,8 % - 35,8 %      |
| 1998  | Gouverneur          | Davis 58,3 % - 38,6 %        |
| 1998  | Sénateur            | Boxer 55,1 % - 41,2 %        |
| 2000  | Président           | Gore 57,9 % - 37,3 %         |
| 2000  | Sénateur            | Feinstein 59,6 % - 33,3 %    |
| 2002  | Gouverneur          | Davis 62,3 % - 28,7 %        |
| 2003  | Recall,             | Non 52,4 % - 47,6 %          |
| 2003  | Recall,             | Bustamante 47,1 % - 37,9 %   |
| 2004  | Président           | Kerry 65,3 % - 33,6 %        |
| 2004  | Sénateur            | Boxer 70,8 % - 23,4 %        |
| 2006  | Gouverneur          | Angelides 58,3 % - 37,1 %    |
| 2006  | Sénateur            | Feinstein 71,9 % - 23,0 %    |
| 2008  | Président           | Obama 72,3 % - 26,6 %        |
| 2010  | Gouverneur          | Brown 68,1 % - 25,9 %        |
| 2010  | Sénateur            | Boxer 67,1 % - 26,4 %        |
| 2012  | Président           | Obama 64,9 % - 33,0 %        |
| 2012  | Sénateur            | Feinstein 66,6 % - 33,4 %    |
| 2014  | Gouverneur          | Brown 59,7 % - 40,3 %        |
| 2016  | Président           | Clinton 67,0 % - 27,4 %      |
| 2016  | Sénateur            | Sanchez 50,9 % - 49,1 %      |
| 2018  | Gouverneur          | Newsom 65,3 % - 34,7 %       |
| 2018  | Sénateur            | Feinstein 53,7 % - 46,3 %    |
| 2020  | Président           | Biden 65,6 % - 32,3 %        |
| 2021  | Recall              | Non 65,5 % - 34,5 %          |
| 2022  | Gouverneur          | Newsom 57,7 % - 42,3 %       |
| 2022  | Sénateur            | Padilla 59,7 % - 40,3 %      |
| 2024  | Président           | Harris 56 % - 40 %           |
| 2024  | Sénateur            | Schiff 57 % - 43 %           |

## Liste des représentants du district
| Membre                           | Parti       | Années                          | Congrès     | Histoire électorale | Zone géographique |
| -------------------------------- | ----------- | ------------------------------- | ----------- | --- | --- |
| District créée le 3 janvier 1963 |             |                                 |             | | |
| Patrick M. Martin (en)           | Républicain | 3 janvier 1963 - 3 janvier 1965 | 88e         | Élu en 1962. Perds sa réélection. | 1963–1969 Imperial, Riverside |
| John V. Tunney (en)              | Démocrate   | 3 janvier 1965 - 2 janvier 1971 | 89e - 91e   | Élu en 1964. Réélu en 1966. Réélu en 1968. Démissionne pour devenir Sénateur des États-Unis.                                                                            | 1963–1969 Imperial, Riverside |
| John V. Tunney (en)              | Démocrate   | 3 janvier 1965 - 2 janvier 1971 | 89e - 91e   | Élu en 1964. Réélu en 1966. Réélu en 1968. Démissionne pour devenir Sénateur des États-Unis.                                                                            | 1969–1973 Imperial, Riverside |
| Vacant                           | Vacant      | 2 janvier 1971 - 3 janvier 1971 |             | | |
| Victor Veysey (en)               | Républicain | 3 janvier 1971 - 3 janvier 1973 | 92e         | Élu en 1970. Redécoupage vers le 43e district. | |
| George Brown Jr. (en)            | Démocrate   | 3 janvier 1973 - 3 janvier 1975 | 93e         | Élu en 1972. Redécoupage vers le 36e district. | 1973–1975 San Bernardino (Inland Empire) |
| Jerry M. Patterson (en)          | Démocrate   | 3 janvier 1975 - 3 janvier 1985 | 94e - 98e   | Élu en 1974. Réélu en 1976. Réélu en 1978. Réélu en 1980. Réélu en 1982. Perds sa réélection.                                                                           | 1975–1983 Partie Centre/Nord du Comté d'Orange (Anaheim)                                                                                     |
| Jerry M. Patterson (en)          | Démocrate   | 3 janvier 1975 - 3 janvier 1985 | 94e - 98e   | Élu en 1974. Réélu en 1976. Réélu en 1978. Réélu en 1980. Réélu en 1982. Perds sa réélection.                                                                           | 1983–1993 Partie Nord-Ouest du Comté d'Orange (Garden Grove, Santa Ana)                                                                      |
| Bob Dornan (en)                  | Républicain | 3 janvier 1985 - 3 janvier 1993 | 99e - 102e  | Élu en 1984. Réélu en 1986. Réélu en 1988. Réélu en 1990. Redécoupage vers le 46e district.                                                                             | |
| Steve Horn (en)                  | Républicain | 3 janvier 1993 - 3 janvier 2003 | 103e - 107e | Élu en 1992. Réélu en 1994. Réélu en 1996. Réélu en 1998. Réélu en 2000. Retrait.                                                                                       | 1993–2003 Los Angeles (Bellflower, Long Beach)                                                                                               |
| Grace Napolitano                 | Démocrate   | 3 janvier 2003 - 3 janvier 2013 | 108e - 112e | Redécoupage depuis le 34e district et réélue en 2002. Réélue en 2004. Réélue en 2006. Réélue en 2008. Réélue en 2010. Réélue en 2012. Redécoupage vers le 32e district. | 2003–2013 Vallée de San Gabriel, Los Angeles (East L.A., Norwalk, Pomona, La Puente, Hacienda Heights)                                       |
| Linda Sánchez                    | Démocrate   | 3 janvier 2013 - en cours       | 113e - 119e | Redécoupage le 39e district et réélue en 2012. Réélue en 2014. Réélue en 2016. Réélue en 2018. Réélue en 2020. Réélue en 2022. Réélue en 2024.                          | 2013-2023 Los Angeles, Orange (Norwalk, Whittier, La Palma) 2023-en cours Comtés de Los Angeles et d'Orange (Diamond Bar, Norwalk, Whittier) |

## Résultats des récentes élections
Voici les résultats des dix précédents cycles électoraux dans le district.

### 2004
| Élection de 2004 du 38e district congressionnel de Californie | Élection de 2004 du 38e district congressionnel de Californie | Élection de 2004 du 38e district congressionnel de Californie | Élection de 2004 du 38e district congressionnel de Californie | Élection de 2004 du 38e district congressionnel de Californie |
| ------------------------------------------------------------- | ------------------------------------------------------------- | ------------------------------------------------------------- | ------------------------------------------------------------- | ------------------------------------------------------------- |
| Parti                                                         | Parti                                                         | Candidat                                                      | Votes                                                         | %                                                             |
|                                                               | Démocrate                                                     | Grace Napolitano (sortante)                                   | 116 851                                                       | 100%                                                          |
|                                                               | Les Démocrates conservent                                     |                                                               |                                                               |                                                               |

### 2006
| Élection de 2006 du 38e district congressionnel de Californie | Élection de 2006 du 38e district congressionnel de Californie | Élection de 2006 du 38e district congressionnel de Californie | Élection de 2006 du 38e district congressionnel de Californie | Élection de 2006 du 38e district congressionnel de Californie |
| ------------------------------------------------------------- | ------------------------------------------------------------- | ------------------------------------------------------------- | ------------------------------------------------------------- | ------------------------------------------------------------- |
| Parti                                                         | Parti                                                         | Candidat                                                      | Votes                                                         | %                                                             |
|                                                               | Démocrate                                                     | Grace Napolitano (sortante)                                   | 75 181                                                        | 75,4                                                          |
|                                                               | Républicain                                                   | Sidney W. Street                                              | 24 620                                                        | 24,6                                                          |
| Total des votes                                               | Total des votes                                               | Total des votes                                               | 99 801                                                        | 100%                                                          |
|                                                               | Les Démocrates conservent                                     |                                                               |                                                               |                                                               |

### 2008
| Élection de 2002 du 38e district congressionnel de Californie | Élection de 2002 du 38e district congressionnel de Californie | Élection de 2002 du 38e district congressionnel de Californie | Élection de 2002 du 38e district congressionnel de Californie | Élection de 2002 du 38e district congressionnel de Californie |
| ------------------------------------------------------------- | ------------------------------------------------------------- | ------------------------------------------------------------- | ------------------------------------------------------------- | ------------------------------------------------------------- |
| Parti                                                         | Parti                                                         | Candidat                                                      | Votes                                                         | %                                                             |
|                                                               | Démocrate                                                     | Grace Napolitano (sortante)                                   | 130 211                                                       | 81,7                                                          |
|                                                               | Libertarien                                                   | Christopher M. Agrella                                        | 29 113                                                        | 18,3                                                          |
| Total des votes                                               | Total des votes                                               | Total des votes                                               | 159 324                                                       | 100%                                                          |
|                                                               | Les Démocrates conservent                                     |                                                               |                                                               |                                                               |

### 2010
| Élection de 2010 du 38e district congressionnel de Californie | Élection de 2010 du 38e district congressionnel de Californie | Élection de 2010 du 38e district congressionnel de Californie | Élection de 2010 du 38e district congressionnel de Californie | Élection de 2010 du 38e district congressionnel de Californie |
| ------------------------------------------------------------- | ------------------------------------------------------------- | ------------------------------------------------------------- | ------------------------------------------------------------- | ------------------------------------------------------------- |
| Parti                                                         | Parti                                                         | Candidat                                                      | Votes                                                         | %                                                             |
|                                                               | Démocrate                                                     | Grace Napolitano (sortante)                                   | 85 459                                                        | 73,4                                                          |
|                                                               | Républicain                                                   | Robert Vaughn                                                 | 30 883                                                        | 26,6                                                          |
| Total des votes                                               | Total des votes                                               | Total des votes                                               | 116 342                                                       | 100%                                                          |
|                                                               | Les Démocrates conservent                                     |                                                               |                                                               |                                                               |

### 2012
| Élection de 2012 du 38e district congressionnel de Californie | Élection de 2012 du 38e district congressionnel de Californie | Élection de 2012 du 38e district congressionnel de Californie | Élection de 2012 du 38e district congressionnel de Californie | Élection de 2012 du 38e district congressionnel de Californie |
| ------------------------------------------------------------- | ------------------------------------------------------------- | ------------------------------------------------------------- | ------------------------------------------------------------- | ------------------------------------------------------------- |
| Parti                                                         | Parti                                                         | Candidat                                                      | Votes                                                         | %                                                             |
|                                                               | Démocrate                                                     | Linda Sanchez (sortante)                                      | 145 280                                                       | 67,5                                                          |
|                                                               | Républicain                                                   | Benjaming Campos                                              | 69 807                                                        | 32,5                                                          |
| Total des votes                                               | Total des votes                                               | Total des votes                                               | 215 087                                                       | 100%                                                          |
|                                                               | Les Démocrates conservent                                     |                                                               |                                                               |                                                               |

### 2014
| Élection de 2014 du 38e district congressionnel de Californie | Élection de 2014 du 38e district congressionnel de Californie | Élection de 2014 du 38e district congressionnel de Californie | Élection de 2014 du 38e district congressionnel de Californie | Élection de 2014 du 38e district congressionnel de Californie |
| ------------------------------------------------------------- | ------------------------------------------------------------- | ------------------------------------------------------------- | ------------------------------------------------------------- | ------------------------------------------------------------- |
| Parti                                                         | Parti                                                         | Candidat                                                      | Votes                                                         | %                                                             |
|                                                               | Démocrate                                                     | Linda Sanchez (sortante)                                      | 58 192                                                        | 59,1                                                          |
|                                                               | Républicain                                                   | Benjaming Campos                                              | 40 288                                                        | 40,9                                                          |
| Total des votes                                               | Total des votes                                               | Total des votes                                               | 98 480                                                        | 100%                                                          |
|                                                               | Les Démocrates conservent                                     |                                                               |                                                               |                                                               |

### 2016
| Élection de 2016 du 38e district congressionnel de Californie | Élection de 2016 du 38e district congressionnel de Californie | Élection de 2016 du 38e district congressionnel de Californie | Élection de 2016 du 38e district congressionnel de Californie | Élection de 2016 du 38e district congressionnel de Californie |
| ------------------------------------------------------------- | ------------------------------------------------------------- | ------------------------------------------------------------- | ------------------------------------------------------------- | ------------------------------------------------------------- |
| Parti                                                         | Parti                                                         | Candidat                                                      | Votes                                                         | %                                                             |
|                                                               | Démocrate                                                     | Linda Sanchez (sortante)                                      | 163 590                                                       | 70,5                                                          |
|                                                               | Républicain                                                   | Ryan Downing                                                  | 68 524                                                        | 29,5                                                          |
| Total des votes                                               | Total des votes                                               | Total des votes                                               | 232 114                                                       | 100%                                                          |
|                                                               | Les Démocrates conservent                                     |                                                               |                                                               |                                                               |

### 2018
| Élection de 2018 du 38e district congressionnel de Californie | Élection de 2018 du 38e district congressionnel de Californie | Élection de 2018 du 38e district congressionnel de Californie | Élection de 2018 du 38e district congressionnel de Californie | Élection de 2018 du 38e district congressionnel de Californie |
| ------------------------------------------------------------- | ------------------------------------------------------------- | ------------------------------------------------------------- | ------------------------------------------------------------- | ------------------------------------------------------------- |
| Parti                                                         | Parti                                                         | Candidat                                                      | Votes                                                         | %                                                             |
|                                                               | Démocrate                                                     | Linda Sanchez (sortante)                                      | 139 188                                                       | 68,9                                                          |
|                                                               | Républicain                                                   | Ryan Downing                                                  | 62 968                                                        | 31,1                                                          |
| Total des votes                                               | Total des votes                                               | Total des votes                                               | 202 156                                                       | 100%                                                          |
|                                                               | Les Démocrates conservent                                     |                                                               |                                                               |                                                               |

### 2020
| Élection de 2020 du 38e district congressionnel de Californie | Élection de 2020 du 38e district congressionnel de Californie | Élection de 2020 du 38e district congressionnel de Californie | Élection de 2020 du 38e district congressionnel de Californie | Élection de 2020 du 38e district congressionnel de Californie |
| ------------------------------------------------------------- | ------------------------------------------------------------- | ------------------------------------------------------------- | ------------------------------------------------------------- | ------------------------------------------------------------- |
| Parti                                                         | Parti                                                         | Candidat                                                      | Votes                                                         | %                                                             |
|                                                               | Démocrate                                                     | Linda Sanchez (sortante)                                      | 190 467                                                       | 74,3                                                          |
|                                                               | Démocrate                                                     | Michael Tolar                                                 | 65 739                                                        | 25,7                                                          |
| Total des votes                                               | Total des votes                                               | Total des votes                                               | 256 206                                                       | 100%                                                          |
|                                                               | Les Démocrates conservent                                     |                                                               |                                                               |                                                               |

### 2022
La Californie a tenu sa Primaire Jungle le 7 juin 2022, selon ce système de Primaire, tous les candidats sont sur le même bulletin de vote, et les deux arrivés en tête s'affronteront le jour de l'Élection Générale, à savoir le 8 novembre 2022.
| Primaire Jungle 2022 du 38e district congressionnel de Californie | Primaire Jungle 2022 du 38e district congressionnel de Californie | Primaire Jungle 2022 du 38e district congressionnel de Californie | Primaire Jungle 2022 du 38e district congressionnel de Californie | Primaire Jungle 2022 du 38e district congressionnel de Californie |
| ----------------------------------------------------------------- | ----------------------------------------------------------------- | ----------------------------------------------------------------- | ----------------------------------------------------------------- | ----------------------------------------------------------------- |
| Parti                                                             | Parti                                                             | Candidat                                                          | Votes                                                             | %                                                                 |
|                                                                   | Démocrate                                                         | Linda Sanchez (sortante)                                          | 58 586                                                            | 58,7                                                              |
|                                                                   | Républicain                                                       | Eric Ching                                                        | 30 436                                                            | 30,5                                                              |
|                                                                   | Républicain                                                       | John Sarega                                                       | 10 768                                                            | 10,8                                                              |

| Élection de 2022 du 38e district congressionnel de Californie | Élection de 2022 du 38e district congressionnel de Californie | Élection de 2022 du 38e district congressionnel de Californie | Élection de 2022 du 38e district congressionnel de Californie | Élection de 2022 du 38e district congressionnel de Californie |
| ------------------------------------------------------------- | ------------------------------------------------------------- | ------------------------------------------------------------- | ------------------------------------------------------------- | ------------------------------------------------------------- |
| Parti                                                         | Parti                                                         | Candidat                                                      | Votes                                                         | %                                                             |
|                                                               | Démocrate                                                     | Linda Sanchez (sortante)                                      | 101 260                                                       | 58,1                                                          |
|                                                               | Républicain                                                   | Eric Ching                                                    | 73 051                                                        | 41,9                                                          |
| Total des votes                                               | Total des votes                                               | Total des votes                                               | 174 311                                                       | 100%                                                          |
|                                                               | Les Démocrates conservent                                     |                                                               |                                                               |                                                               |

### 2024
La Californie a tenu sa Primaire Jungle le 5 mars 2024, selon ce système de Primaire, tous les candidats sont sur le même bulletin de vote, et les deux arrivés en tête s'affronteront le jour de l'Élection Générale, à savoir le 5 novembre 2024.
| Primaire Jungle 2024 du 38e district congressionnel de Californie | Primaire Jungle 2024 du 38e district congressionnel de Californie | Primaire Jungle 2024 du 38e district congressionnel de Californie | Primaire Jungle 2024 du 38e district congressionnel de Californie | Primaire Jungle 2024 du 38e district congressionnel de Californie |
| ----------------------------------------------------------------- | ----------------------------------------------------------------- | ----------------------------------------------------------------- | ----------------------------------------------------------------- | ----------------------------------------------------------------- |
| Parti                                                             | Parti                                                             | Candidat                                                          | Votes                                                             | %                                                                 |
|                                                                   | Démocrate                                                         | Linda Sanchez (sortante)                                          | 62 325                                                            | 56,2                                                              |
|                                                                   | Républicain                                                       | Eric Ching                                                        | 26 744                                                            | 24,1                                                              |
|                                                                   | Républicain                                                       | John Sarega                                                       | 13 841                                                            | 12,5                                                              |
|                                                                   | Républicain                                                       | Robert Zhang Ochoa                                                | 8034                                                              | 7,2                                                               |

| Élection de 2024 du 38e district congressionnel de Californie | Élection de 2024 du 38e district congressionnel de Californie | Élection de 2024 du 38e district congressionnel de Californie | Élection de 2024 du 38e district congressionnel de Californie | Élection de 2024 du 38e district congressionnel de Californie |
| ------------------------------------------------------------- | ------------------------------------------------------------- | ------------------------------------------------------------- | ------------------------------------------------------------- | ------------------------------------------------------------- |
| Parti                                                         | Parti                                                         | Candidat                                                      | Votes                                                         | %                                                             |
|                                                               | Démocrate                                                     | Linda Sanchez (sortante)                                      | 165 110                                                       | 59,8                                                          |
|                                                               | Républicain                                                   | Eric Ching                                                    | 110 818                                                       | 40,2                                                          |
| Total des votes                                               | Total des votes                                               | Total des votes                                               | 275 118                                                       | 100%                                                          |
|                                                               | Les Démocrates conservent                                     |                                                               |                                                               |                                                               |

## Frontières historique du district
De 2003 à 2013, le district comprenait la majeure partie de la Vallée de San Gabriel dans le Comté de Los Angeles. En raison du redécoupage après le Recensement des États-Unis de 2010, le district s'est déplacé vers l'est et le sud-est du Comté de Los Angeles et comprend une grande partie des zones précédentes ainsi que Bellflower et Artesia.